# Yumrutaş, Perşembe
Yumrutaş là một xã thuộc huyện Perşembe, tỉnh Ordu, Thổ Nhĩ Kỳ. Dân số thời điểm năm 2010 là 612 người.